# Глизе 2056
Глизе 2056 — одиночная звезда в созвездии Большого Пса на расстоянии приблизительно 93 световых лет (около 28,5 парсек) от Солнца. Видимая звёздная величина звезды — +10,387m.
Вокруг звезды обращается, как минимум, две планеты.

## Характеристики
Глизе 2056 — красный карлик спектрального класса M0V, или M0. Масса — около 0,62 солнечной, радиус — около 0,684 солнечного, светимость — около 0,124 солнечной. Эффективная температура — около 3915 К.

## Планетная система
В 2020 году группой астрономов были открыты планеты GJ 2056 b и  GJ 2056 c.
В 2019 году учёными, анализирующими данные проектов HIPPARCOS и Gaia, у звезды обнаружена планета HIP 34785 d.